# Пионер 11
Пионер 11 (на английски: Pioneer 11) e втория космически апарат прекосил астероидния пояс и първият посетил Сатурн. Пионер 11 използва гравитацията и гравитационно подпомагане от планета Юпитер за да нагоди траекторията си към Сатурн. Стартът е на 5 април 1973 г. от ВВС база Кейп Канаверъл. Маса му е 258,5 kg, в това число научни прибори – 30 kg. Височина – 2,9 m. Максимален размер (диаметър на отражателя на остронасочената антена) – 2,75 m. Бордовият енергиен източник работи с плутоний-238. Апарата функционира до ноември 1995 г., когато предава последния си достигнал до Земята сигнал.
След преминаването на Пионер 10 през астероидния пояс, на 5 април 1973 г. с ракета Атлас е изстрелян и апарата Пионер 11. През декември 1974 г. сондата прелита на около 40 000 км над облаците на Юпитер и предава подробни снимки на планетата. През септември 1979 г. прелита на около 20 000 km от повърхността на Сатурн. Провежда различни измервания и предава фотографии на планетата и спътника Титан. В 1995 г. връзката с космическия апарат е загубена. Тези две сонди поставят началото на изследванията на външните планети от нашата слънчева система. Пионер 10 и Пионер 11 носят на борда си плочка с послание за евентуалните цивилизации, които може да открият двата апарата. Покойният Карл Сейгън е помогнал за съставянето на тази плочка, носеща илюстрация на мъж и жена и положението на Земята в Галактиката. Подобно на съобщение в бутилка, тази плочка ще пътешества в космическото пространство и е възможно един ден да бъде открита от чужда цивилизация.

## Среща с Юпитер
По време на най-голямото си доближаване до Юпитер на височина 34 000 km от планетата осъществено на 2 декември 1974 г. апаратът заснема Голямото червено петно. Направени са първите наблюдения на обширните полярни региони на планетата и е определена масата на юпитеровия спътник Калисто. Пионер 11 използва масата на Юпитер за да нагоди траекторията си към Сатурн.
Снимки на Пионер 11 от Юпитер
- Голямото червено петно (image C3)
- Юпитер (image C6)
- Северното полукълбо на Юпитер

## Среща със Сатурн
Пионер 11 преминава покрай Сатурн на 1 септември 1979 г. на разстояние 21 000 km от най-високите облаци на планетата.
Снимки на Пионер 11 от Сатурн
- Снимка на Сатурн (image F81). Направена на 1979/08/26 и показваща спътника Рея
- Снимка на Сатурн направена на 1979/09/01